# Emil Fey
Emil Fey (ur. 23 marca 1886 w Wiedniu, zm. 16 marca 1938 tamże) – austriacki oficer, polityk, minister i wicekanclerz, jeden z liderów Heimwehry.

## Życiorys
W czasie I wojny światowej otrzymał najwyższe odznaczenie wojskowe – order Marii Teresy. Na stopień kapitana został mianowany ze starszeństwem z 1 listopada 1915 w korpusie oficerów piechoty. Jego oddziałem macierzystym był Pułk Piechoty Nr 4.
Po zakończeniu wojny walczył na pograniczu karynckim przeciwko siłom jugosłowiańskim. W latach 20. aktywny członek Austriackiej Partii Chrześcijańsko-Społecznej. Włączył się też w działalność prawicowej organizacji paramilitarnej Heimwehr – stanął na czele jej wiedeńskiej organizacji.
Był zdeklarowanym przeciwnikiem socjaldemokracji i jego działalność – zarówno w ramach organizacji paramilitarnych, jak i na stanowiskach rządowych – podporządkowana była celowi ograniczenia jej wpływów dowolnymi środkami. Z tego powodu był jedną z osób odpowiedzialnych za narastanie przez cały okres istnienia pierwszej republiki wewnętrznego konfliktu politycznego. W 1930 r. objął stanowisko sekretarza stanu do spraw bezpieczeństwa w rządzie Engelberta Dollfussa i zakazał zgromadzeń socjaldemokratycznych, komunistycznych i narodowosocjalistycznych. W 1933 r. został ministrem bezpieczeństwa publicznego, a następnie wicekanclerzem. Dążył do podjęcia radykalnych kroków przeciwko socjaldemokracji oraz zastąpienia władz lokalnych komisarzami rządowymi. W lutym 1934 r. jego rozkaz rozbrojenia lewicowej organizacji paramilitarnej Republikanischer Schutzbund doprowadził do wybuchu powstania, które zostało krwawo stłumione przy dużym udziale Feya. Wkrótce potem, w maju 1934 r. stracił fotel wicekanclerza na rzecz swojego rywala z Heimwehry, Ernsta Stahremberga, a w lipcu tego roku także stanowisko ministra bezpieczeństwa publicznego (pozostał w rządzie jako minister bez teki).
Nie jest jasna jego rola podczas nieudanego puczu 25 lipca 1934 r., gdy był zamknięty w urzędzie kanclerskim z Dollfussem, śmiertelnie rannym podczas zamachu. Po zdarzeniu zarzucono mu oficjalnie jedynie zbyt późne przekazanie informacji o zdobytych planach ataku na urząd kanclerski, aby nie ukazywać potencjalnego uwikłania członka rządu w spisek. Fey otrzymał nawet fotel ministra bez teki w nowym rządzie Kurta Schuschnigga, ale już w 1935 r. został z niego usunięty, utrzymując stanowisko prezesa kolei państwowych. W 1936 r. został też usunięty z Heimwehry i odtąd nie odgrywał żadnej roli politycznej.
W trakcie Anschlussu Fey został aresztowany przez Gestapo na kilka godzin, po wypuszczeniu popełnił samobójstwo.